# Port lotniczy Haikou-Meilan
Port lotniczy Haikou-Meilan (IATA: HAK, ICAO: ZJHK) – międzynarodowy port lotniczy położony 25 km od centrum Haikou, na wyspie Hajnan, w Chinach.

## Linie lotnicze i połączenia
| Linia Lotnicza            | Kierunek |
| ------------------------- | --- |
| 9 Air                     | 1. Bangkok-Suvarnabhumi 2. Changsha 3. Chengdu-Tianfu 4. Guangzhou 5. Guiyang 6. Huai’an 7. Lanzhou 8. Luang Prabang 9. Rizhao 10. Szanghaj-Pudong 11. Wientian 12. Xining 13. Zhangjiajie 14. Zhengzhou |
| Air Busan                 | 1. Pusan |
| Chang’an Airlines         | 1. Bazhong 2. Huizhou 3. Xi’an |
| Air China                 | 1. Pekin 2. Chengdu-Tianfu 3. Chongqing 4. Szanghaj-Pudong 5. Wuhan |
| Air China Inner Mongolia  | 1. Hohhot |
| Air Guilin                | 1. Datong 2. Guilin 3. Guiyang 4. Jieyang 5. Jinan 6. Tangshan 7. Xining 8. Xuzhou 9. Zhangjiajie |
| Batik Air                 | Czartery: 1. Dżakarta |
| Batik Air Malaysia        | 1. Johor Bahru 2. Kuala Lumpur Czartery: 1. Penang |
| Beijing Capital Airlines  | 1. Pekin-Daxing 2. Changchun 3. Changsha 4. Chengdu-Tianfu 5. Chenzhou 6. Chifeng 7. Chongqing 8. Dazhou 9. Enshi 10. Guangyuan 11. Guilin 12. Hangzhou 13. Harbin 14. Hefei 15. Heze 16. Hohhot 17. Huai’an 18. Jinan 19. Linyi 20. Nankin 21. Qingdao 22. Quanzhou 23. Shenyang 24. Shijiazhuang 25. Taiyuan 26. Wuhan 27. Xi’an 28. Xilinhot 29. Yantai 30. Yinchuan 31. Yueyang 32. Zhangjiakou 33. Zhengzhou 34. Zhuhai |
| Cambodia Airways          | 1. Phnom Penh Czartery: 1. Nha Trang |
| Cambodia Angkor Air       | 1. Phnom Penh |
| Cathay Pacific            | 1. Hongkong |
| Chengdu Airlines          | 1. Chengdu-Tianfu 2. Hangzhou 3. Lianyungang 4. Shenyang 5. Yancheng |
| China Airlines            | 1. Tajpej-Taoyuan |
| China Eastern Airlines    | 1. Pekin-Daxing 2. Nanchang 3. Szanghaj-Pudong 4. Taiyuan 5. Wuhan 6. Xi’an |
| China Express Airlines    | 1. Changzhi 2. Chongqing 3. Liuzhou 4. Quzhou 5. Tiencin 6. Yongzhou |
| China Southern Airlines   | 1. Pekin-Daxing 2. Changchun 3. Changsha 4. Chengdu-Shuangliu 5. Chongqing 6. Dalian 7. Guangzhou 8. Guiyang 9. Hangzhou 10. Harbin 11. Jieyang 12. Kunming 13. Lanzhou 14. Mianyang 15. Nankin 16. Nanning 17. Szanghaj-Pudong 18. Shenyang 19. Shenzhen 20. Tiencin 21. Urumczi 22. Wenzhou 23. Wuhan 24. Xiamen 25. Zhengzhou 26. Zhuhai |
| China United Airlines     | 1. Pekin-Daxing 2. Ordos |
| Chongqing Airlines        | 1. Chongqing |
| Colorful Guizhou Airlines | 1. Yibin |
| Donghai Airlines          | 1. Changsha 2. Hangzhou 3. Nantong 4. Shenzhen 5. Yichang 6. Zhuhai |
| Firefly                   | 1. Kuala Lumpur |
| Fuzhou Airlines           | 1. Fuzhou 2. Harbin 3. Nankin 4. Sanming (od 29 października 2024) 5. Wuhu 6. Xiamen |
| Greater Bay Airlines      | 1. Hongkong |
| GX Airlines               | 1. Bijie 2. Ezhou 3. Fuyang 4. Handan 5. Hefei 6. Huangshan 7. Jining 8. Lianyungang 9. Luoyang 10. Luzhou 11. Nanchong 12. Nanning 13. Quanzhou 14. Shangrao 15. Urumczi 16. Wanzhou 17. Xi’an 18. Xinyang 19. Yichang 20. Yulin 21. Zhuhai |
| Hainan Airlines           | 1. Abu Zabi 2. Ankang 3. Anqing 4. Auckland 5. Bangkok-Suvarnabhumi 6. Pekin 7. Changchun 8. Changsha 9. Chengdu-Tianfu 10. Chongqing 11. Dalian 12. Fuzhou 13. Guangzhou 14. Guilin 15. Guiyang 16. Ho Chi Minh 17. Hulun Buir 18. Hangzhou 19. Harbin 20. Hefei 21. Hengyang 22. Hohhot 23. Hongkong 24. Jieyang 25. Jinan 26. Jingzhou 27. Jiujiang 28. Kunming 29. Lanzhou 30. Londyn-Heathrow 31. Makau 32. Melbourne 33. Moskwa-Szeremietiewo 34. Nanchang 35. Nankin 36. Nanning 37. Ningbo 38. Qianjiang 39. Qingdao 40. Sansha 41. Seul-Inczon (od 28 października 2024) 42. Szanghaj-Hongqiao 43. Szanghaj-Pudong 44. Shaoguan 45. Shenyang 46. Shenzhen 47. Shijiazhuang 48. Singapur 49. Sydney 50. Taiyuan 51. Tiencin 52. Urumczi 53. Wientian 54. Wenzhou 55. Wuhan 56. Xiamen 57. Xi’an 58. Yinchuan 59. Yingkou 60. Zhengzhou 61. Zhuhai |
| Hebei Airlines            | 1. Shijiazhuang 2. Zunyi |
| Hong Kong Airlines        | 1. Hongkong |
| Hunnu Air                 | 1. Ułan Bator |
| Jetstar Asia              | 1. Singapur |
| Jiangxi Air               | 1. Nanchang 2. Shenyang |
| Juneyao Airlines          | 1. Huizhou 2. Nankin 3. Szanghaj-Hongqiao 4. Szanghaj-Pudong |
| Kunming Airlines          | 1. Kunming |
| Lion Air                  | Czartery: 1. Dżakarta 2. Surabaja |
| LJ Air                    | 1. Harbin 2. Linfen |
| Loong Air                 | 1. Changchun 2. Hangzhou 3. Harbin 4. Xiangyang 5. Xuzhou |
| Lucky Air                 | 1. Chengdu-Tianfu 2. Ganzhou 3. Hangzhou 4. Kunming |
| Okay Airways              | 1. Chongqing 2. Nanning 3. Shenzhen 4. Tiencin 5. Xingyi |
| Qingdao Airlines          | 1. Changchun 2. Changzhou 3. Guilin 4. Lanzhou 5. Longnan 6. Nankin 7. Qingdao 8. Shenyang 9. Weifang |
| SCAT Airlines             | 1. Ałmaty |
| Scoot                     | 1. Singapur |
| Shandong Airlines         | 1. Changsha 2. Fuzhou 3. Guilin 4. Hulun Buir 5. Hohhot 6. Jinan 7. Nanchang 8. Ningbo 9. Qingdao 10. Quzhou 11. Taizhou 12. Yiwu 13. Zhengzhou |
| Shanghai Airlines         | 1. Jinggangshan 2. Szanghaj-Hongqiao 3. Szanghaj-Pudong |
| Shenzhen Airlines         | 1. Changzhou 2. Harbin 3. Nanchang 4. Nankin 5. Nanning 6. Quanzhou 7. Shenyang 8. Shenzhen 9. Wuxi 10. Yuncheng 11. Zhengzhou |
| Sichuan Airlines          | 1. Chengdu-Shuangliu 2. Chongqing 3. Harbin 4. Kuala Lumpur 5. Nanning 6. Tiencin 7. Wenzhou 8. Xi’an 9. Xichang |
| Spring Airlines           | 1. Ningbo |
| Suparna Airlines          | 1. Zhengzhou |
| Thai Lion Air             | 1. Bangkok-Don Muang 2. Pattaya |
| Thai VietJet Air          | 1. Bangkok-Suvarnabhumi |
| Tianjin Airlines          | 1. Changde 2. Changsha 3. Chongqing 4. Guiyang 5. Hangzhou 6. Hohhot 7. Zhijiang 8. Huizhou 9. Jieyang 10. Jinan 11. Jingdezhen 12. Kunming 13. Nankin 14. Nanning 15. Nanyang 16. Tiencin 17. Wuhan 18. Xiamen 19. Xi’an 20. Yulin 21. Zhanjiang 22. Zhengzhou 23. Zhuhai 24. Zunyi–Maotai 25. Zunyi–Xinzhou |
| T’way Airlines            | 1. Seul-Inczon |
| Urumqi Air                | 1. Mianyang 2. Urumczi |
| Vietnam Airlines          | 1. Hanoi 2. Ho Chi Minh |
| West Air                  | 1. Chongqing 2. Hefei 3. Zhengzhou |
| Xiamen Air                | 1. Pekin-Daxing 2. Fuzhou 3. Hangzhou 4. Harbin 5. Quanzhou 6. Tiencin 7. Xiamen |